# Trilophidia japonica
Trilophidia japonica är en insektsart som beskrevs av Henri Saussure 1888. Trilophidia japonica ingår i släktet Trilophidia och familjen gräshoppor. Inga underarter finns listade i Catalogue of Life.

## Bildgalleri

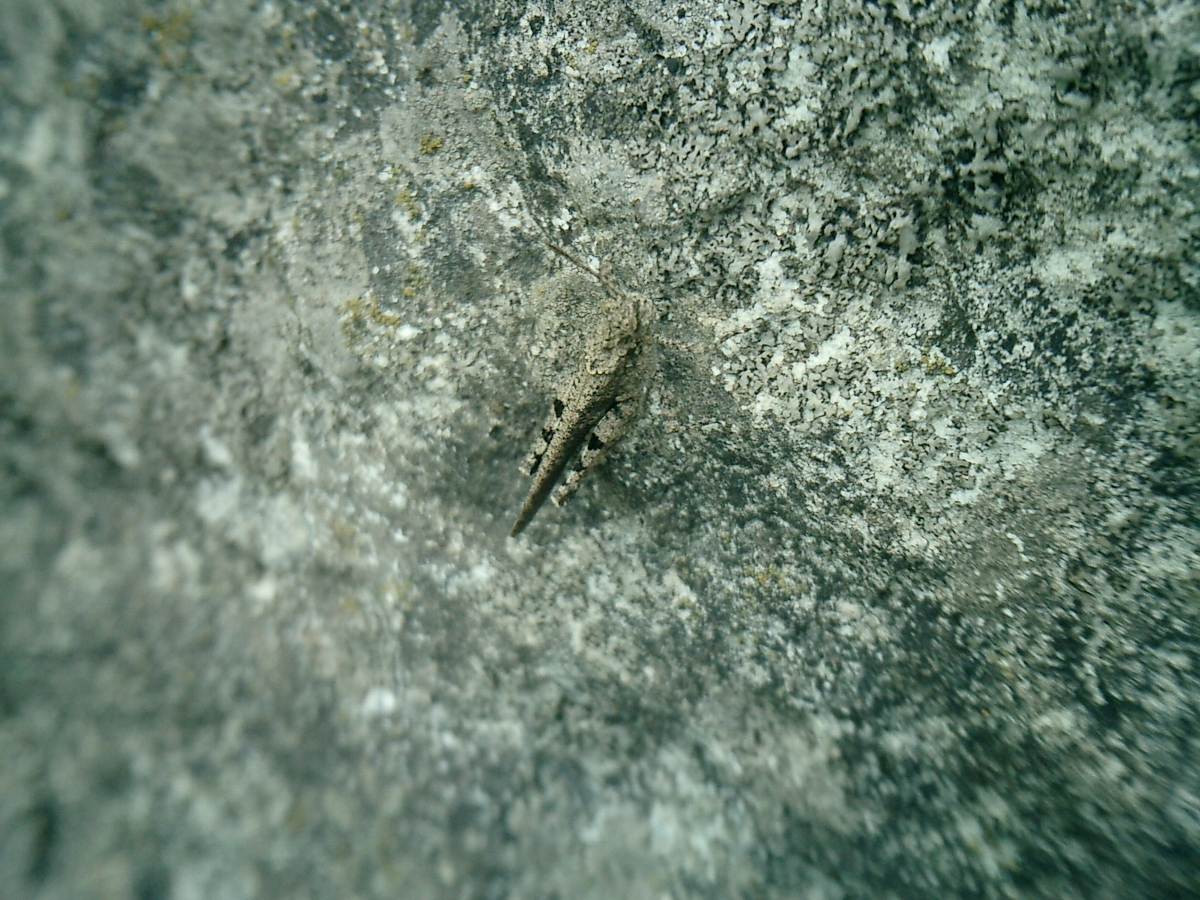